# حسين أبو كويك
حسين أبو كويك سياسي فلسطيني، وقيادي في حركة المقاومة الإسلامية "حماس" في مدينة رام الله، اعتقل عدة مرات لدى الاحتلال الصهيوني والسلطة الفلسطينية (حركة فتح) وتعرض للتعذيب، وحاول الاحتلال اغتياله فقتلت عائلته.

## تعذيب في سجن السلطة الفلسطينية (حركة فتح)
في 7 كانون ثاني 2008م كشف القيادي في حركة المقاومة الإسلامية "حماس" فرج رمانه أنه وزميله الشيخ حسين أبو كويك، تعرضا للشبح والمعاملة القاسية في سجن بيتونيا التابع لجهاز الأمن الوقائي الفلسطيني. وانهم استدعيا عبر الهاتف قبل يوم على عجل للحضور إلى دائرة جهاز الأمن الوقائي في ضاحية أم الشرايط وعند وصولهما مساء ذلك اليوم، نقلا إلى سجن بيتونيا التابع للوقائي.
وتابع هناك ابلغنا أننا محتجزان حيث تم نقلنا إلى الزنازين ثم تعرضا لجولة تحقيق قاسية شملت الشبح ووضع كيس على الرأس وكانت المعاملة قاسية جداً وفظة من قبل ضباط قسم التحقيق التابع للجهاز.
وقال رمانه إن التحقيق معه تركز حول نشاطه في المقاومة الفلسطينية مطلع انتفاضة الأقصى، والتي سجن عليها لدى سلطات الاحتلال لمدة 5 سنوات، كما ركز التحقيق مع الشيح حسين أبو كويك حول تصريحات كان قد أدلى بها لقناة الجزيرة حول موقف الحركة من «حكومة» سلام فياض، والعودة إلى طاولة الحوار الفلسطيني الفلسطيني، وتشكيل حكومة مركزية في الضفة الغربية وقطاع غزة.
وبعد جهود كبيرة بذلتها شخصيات سياسية ووطنية وازنة مع رئيس السلطة محمود عباس، أفضت إلى الإفراج عنهما بعد سبع ساعات من الاحتجاز والمعاملة الصعبة.
وتتعرض حركة «حماس» في الضفة الغربية المحتلة، لحرب استئصال مُمنهجة تقودها أمريكا وإسرائيل والسلطة الفلسطينية التابعة لحركة فتح، بحيث تشترك هذه الأطراف مجتمعة في مهمة التنسيق الأمني اليومي من أجل اجتثاث الحركة وصوتها وأدوات عملها بالضفة.